# Estero de Jaltepeque
El Estero de Jaltepeque es un estero salado ubicado entre los departamentos de La Paz y San Vicente con una extensión de 28 kilómetros que sirve como refugio de especies marinas y de aves, tanto residentes como migratorias.

## Información
El Estero de Jaltepeque es la segunda extensión más grande de agua salada (o salobre) y humedales intermareales arbolados en El Salvador; tiene una variedad de ecosistemas marinos y costeros como manglares, playas, lagunas de agua dulce y ríos estacionarios y permanentes. Los diferentes ecosistemas del sitio albergan una alta diversidad de especies incluyendo 272 especies vegetales incluyendo especies amenazadas a nivel mundial como el madresal. El manglar es un hábitat importante para las 284 especies que viven ahí. En el estero e islas en el estero también se encuentran 96 especies de peces, 44 de mamíferos terrestres, 8 de anfibios y 26 de reptiles.